# 曼尼里乌斯陨石坑

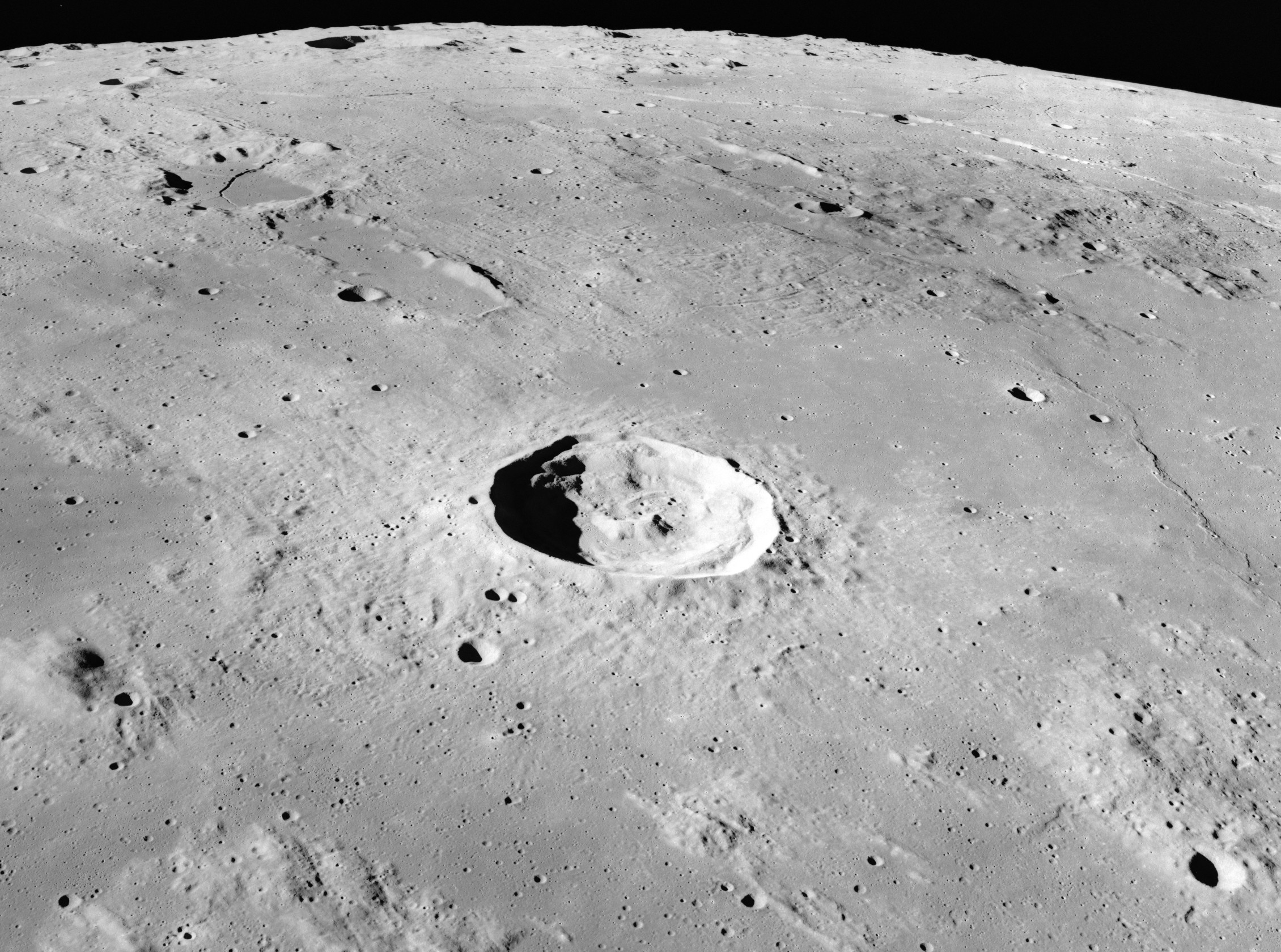
阿波罗17号拍摄的斜视图

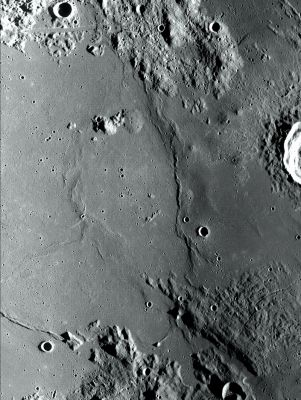
曼尼里乌斯陨石坑西侧的火山地表，月球勘测轨道飞行器拍摄

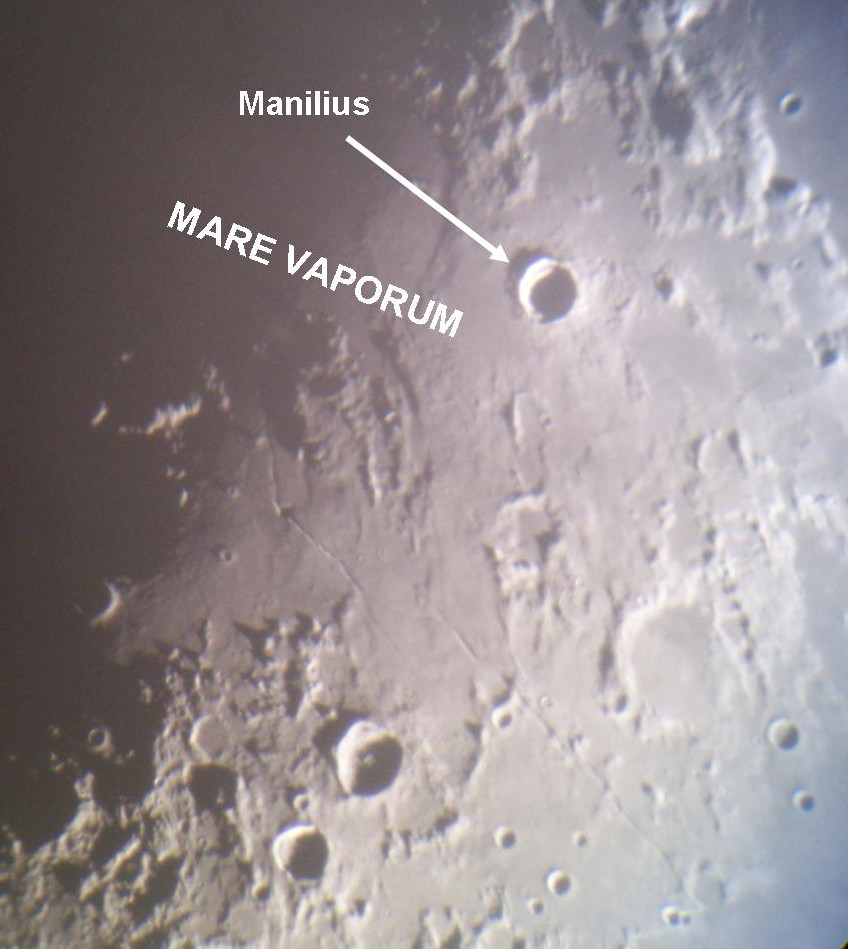
曼尼里乌斯陨石坑的位置

曼尼里乌斯陨石坑(Manilius)是月球正面汽海东北部的一座大型撞击坑，该名称是由意大利天文学家
乔瓦尼·里乔利以罗马占星家马库斯·曼尼里乌斯（公元1世纪初期）的名字命名，
1935年国际天文学联合会正式批准采纳，该陨石坑形成于爱拉托逊纪时期。

## 描述
曼尼里乌斯陨石坑位于澄海、雨海和汽海三者间的雪陆高原上，环四周分布着一系列的月湖和撞击坑。它北靠鲍恩环形山、东邻多布雷陨坑，东南偏南是博斯科维奇陨石坑、西南偏南则是许癸努斯环形山、扬格利陨石坑位于西北；向西，曼尼里乌斯陨石坑抵近亚平宁山脉，往北是忧伤湖，该湖后面是弧状的海摩斯山脉；西北坐落着欢乐湖，它的后面则是静海；东面是温柔湖和冬湖。陨坑的中心点月面坐标为北纬14.45°、东经9.07°，直径38.3公里，深度3060米。
曼尼里乌斯陨石坑外形呈多边形状，南面略为凸出并已几乎损毁，坑壁边缘清晰、外侧垒壁较小，西侧内壁上的台地状结构十分明显。内环底部堆积有岩屑斜坡。坑壁高出周边地形1010米，坑内容积约1100公里³。坑底中心横亘着一列由斜长岩构成的中央峰群。该陨坑具有较高的反照率，为典型的年轻撞击坑，它的射纹线延伸距离超过300公里，被月球和行星观测协会(ALPO)列入《带有明亮射纹系统的撞击坑列表》。
曼尼里乌斯陨石坑西侧有几座盾状火山和无名陨坑，这些陨坑都环绕着曼尼里乌斯形成时溅射出的黑色岩石。

## 命名
曼尼里乌斯陨石坑取名自罗马天文学家马库斯·曼尼里乌斯，同月球表面上的许多月坑一样，它也是由乔瓦尼·里乔利命名，其1651年的命名系统已成为标准的名称。在早期月图中，该陨坑也被给予了不同的名字。佛兰芒数学家"米歇尔·弗洛伦特·范·朗伦"(Michel Florent van Langren)在1645年绘制的月图中称之为“西班牙女王伊莎贝拉”(Isabellae Reg. Hisp)；波兰天文学家约翰·赫维留则以现土耳其境内的伊姆拉勒岛而命名为"贝斯比库斯岛"(Insula Besbicus)。

## 陨坑横截面
该图显示了陨石坑不同方向上的截面， 纵向坐标轴(Y轴)单位为英尺，右上方图显示的比例尺为米。

## 月球瞬变现象
曾观察到曼尼里乌斯陨石坑在日食期间，有白光、闪烁和发热等月球瞬变现象。

## 卫星陨石坑
按惯例，最靠近曼尼里乌斯陨石坑的卫星坑，将通过在其陨坑中心点旁放置一字母而在月球地图上标示出来。
| 曼尼里乌斯 | 纬度    | 经度    | 直径    |
| ---------- | ------- | ------- | ------- |
| B          | 16.6° N | 7.3° E  | 6 公里  |
| C          | 12.1° N | 10.4° E | 7 公里  |
| D          | 13.2° N | 7.0° E  | 5 公里  |
| E          | 18.3° N | 6.4° E  | 49 公里 |
| G          | 15.5° N | 9.7° E  | 5 公里  |
| H          | 17.8° N | 8.6° E  | 3 公里  |
| K          | 11.9° N | 11.2° E | 3 公里  |
| T          | 13.4° N | 10.6° E | 4 公里  |
| U          | 13.8° N | 10.8° E | 4 公里  |
| W          | 13.4° N | 12.9° E | 4 公里  |
| X          | 14.4° N | 13.4° E | 3 公里  |
| Z          | 16.4° N | 11.7° E | 3 公里  |

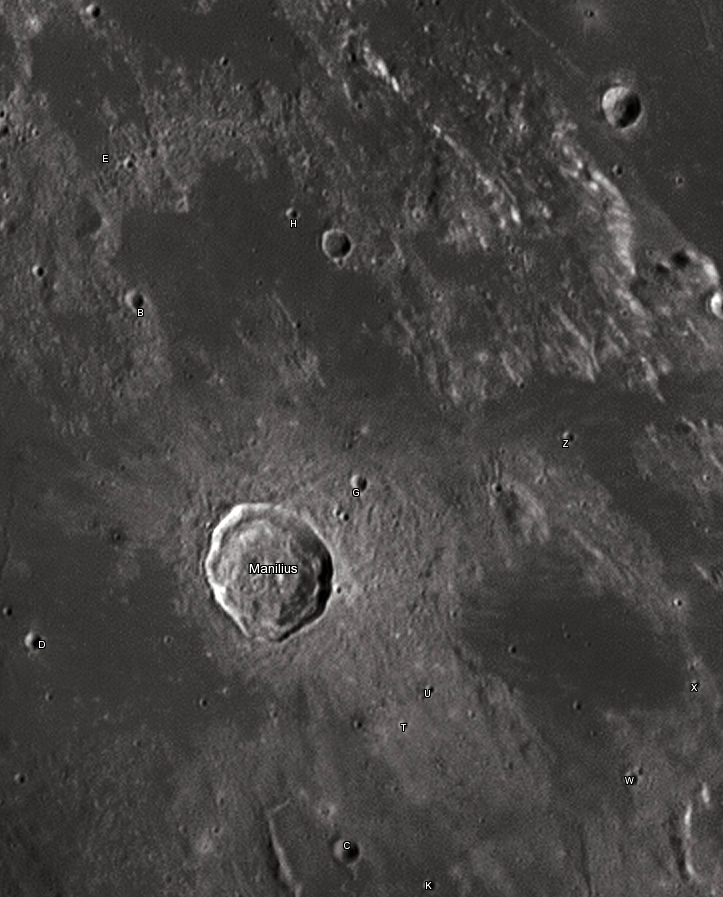
戴维·坎贝尔图片

- 卫星坑"曼尼里乌斯 A"在1973年被国际天文联合会更名为"鲍恩环形山"；
- 卫星坑"曼尼里乌斯 F"在1983年被国际天文联合会更名为"扬格利陨石坑"(Yangel')。